# Palatul Justiției din Târgu Mureș
Palatul Justiției sau Tribunalul (în maghiară Igazságügyi Palota sau Törvényszék) este o clădire administrativă construită între 1895-1895 sub îndrumarea inginerului Lajos Bustya pentru Tribunalul Orașului Liber Regesc Mureș-Oșorhei, care se află pe lista monumentelor istorice sub codul LMI MS-II-m-B-15511.

## Istoric
Clădirea Tribunalului Orașului Liber Regesc Mureș-Oșorhei fost construită pe o parcelă aflată în spatele Palatului Kendeffy, sediul Tribunalului Suprem al Transilvaniei. Fațada aflată în strada Werbőczy István (astăzi Justiției) este segmentată și conține elemente eclectice. Prin intrarea principală, amplasată central, se poate ajunge în holul scărilor unde bilateral sunt amplasate fresce care reprezintă pe Andrei al II-lea al Ungariei (regele care a emis Bula de Aur din 1222), Matia Corvin, Ștefan Werbőczy și Ferenc Deák.

## Galerie

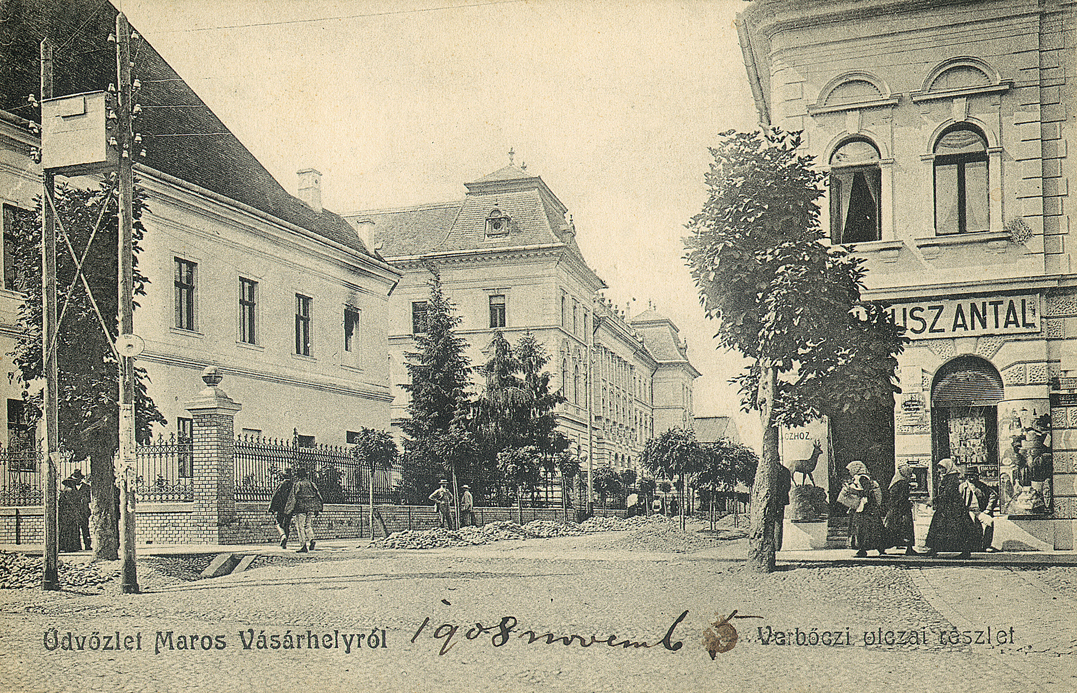
Tribunalul pe o carte poștală din 1908
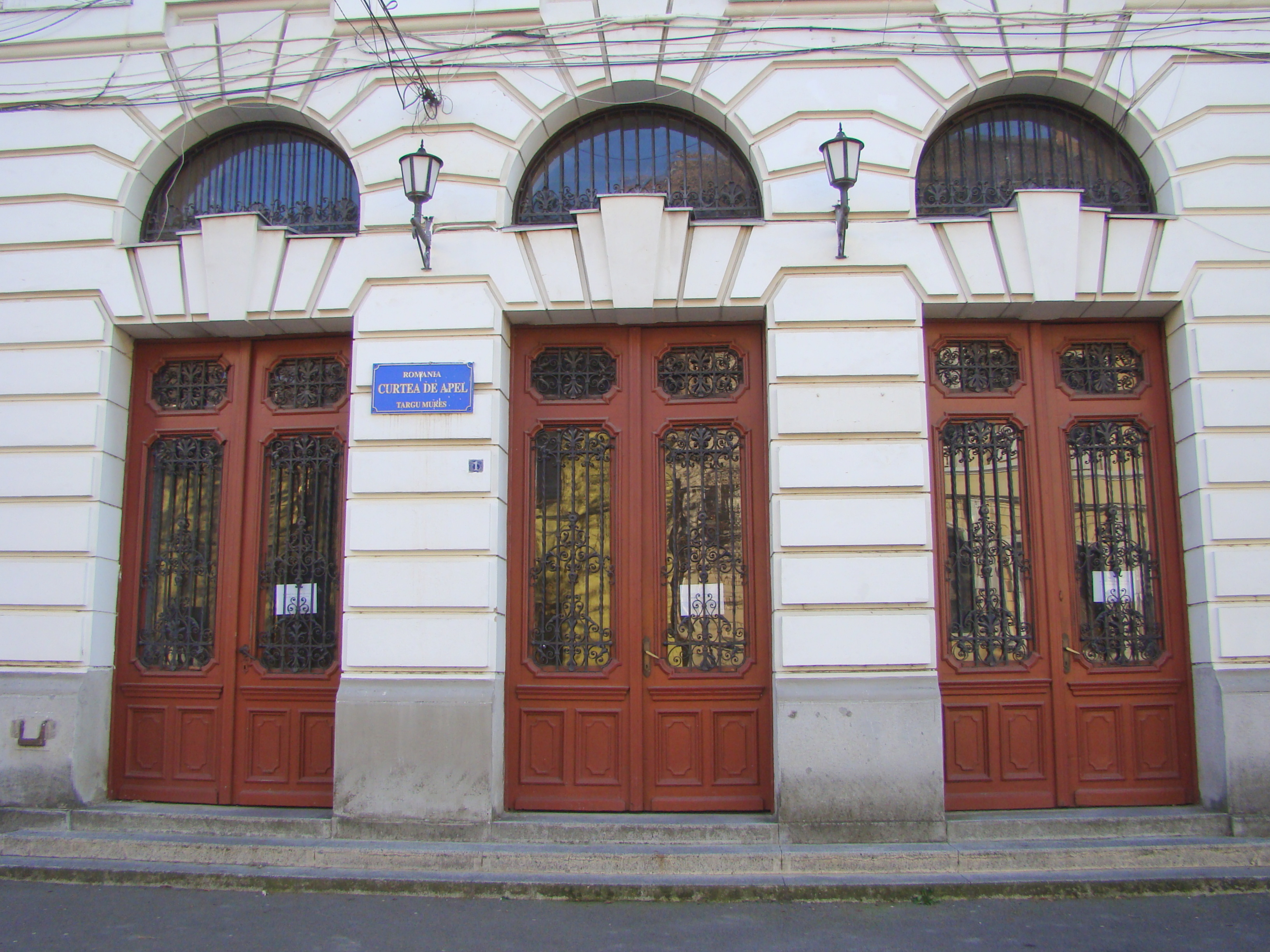
Intrarea principală
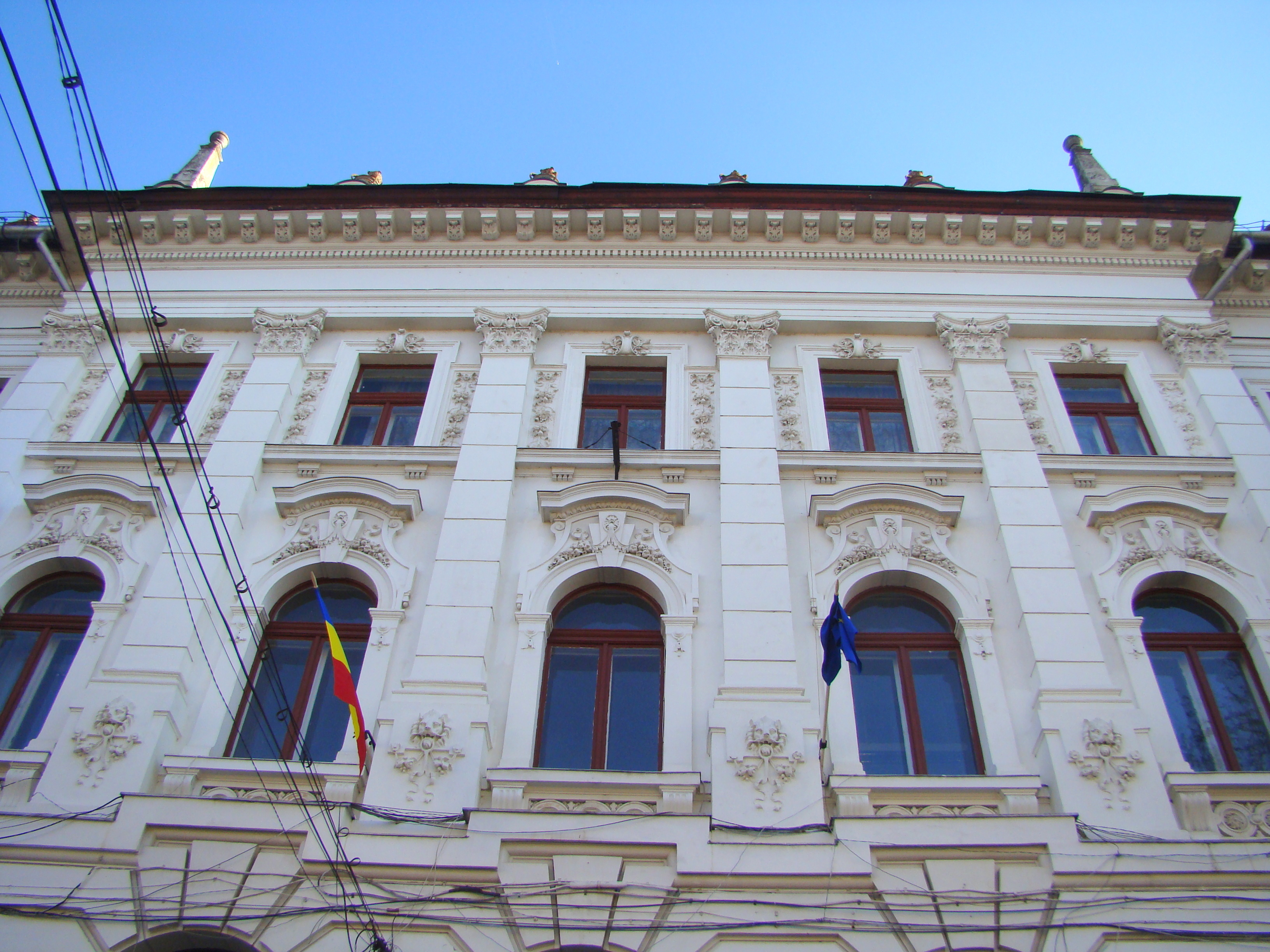
Ferestre largi din sala de judecată
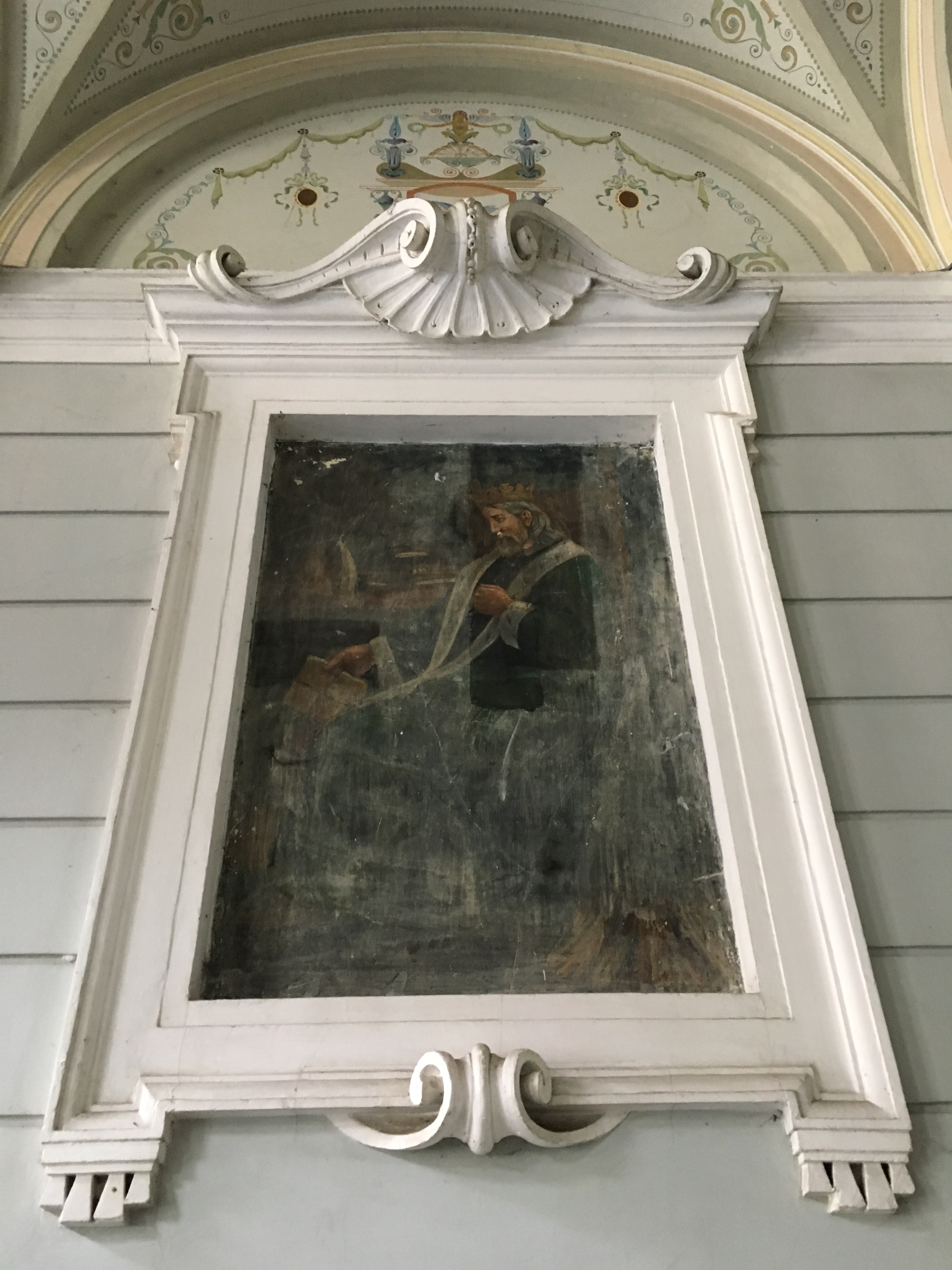
Andrei al II-lea al Ungariei (1175-1235)
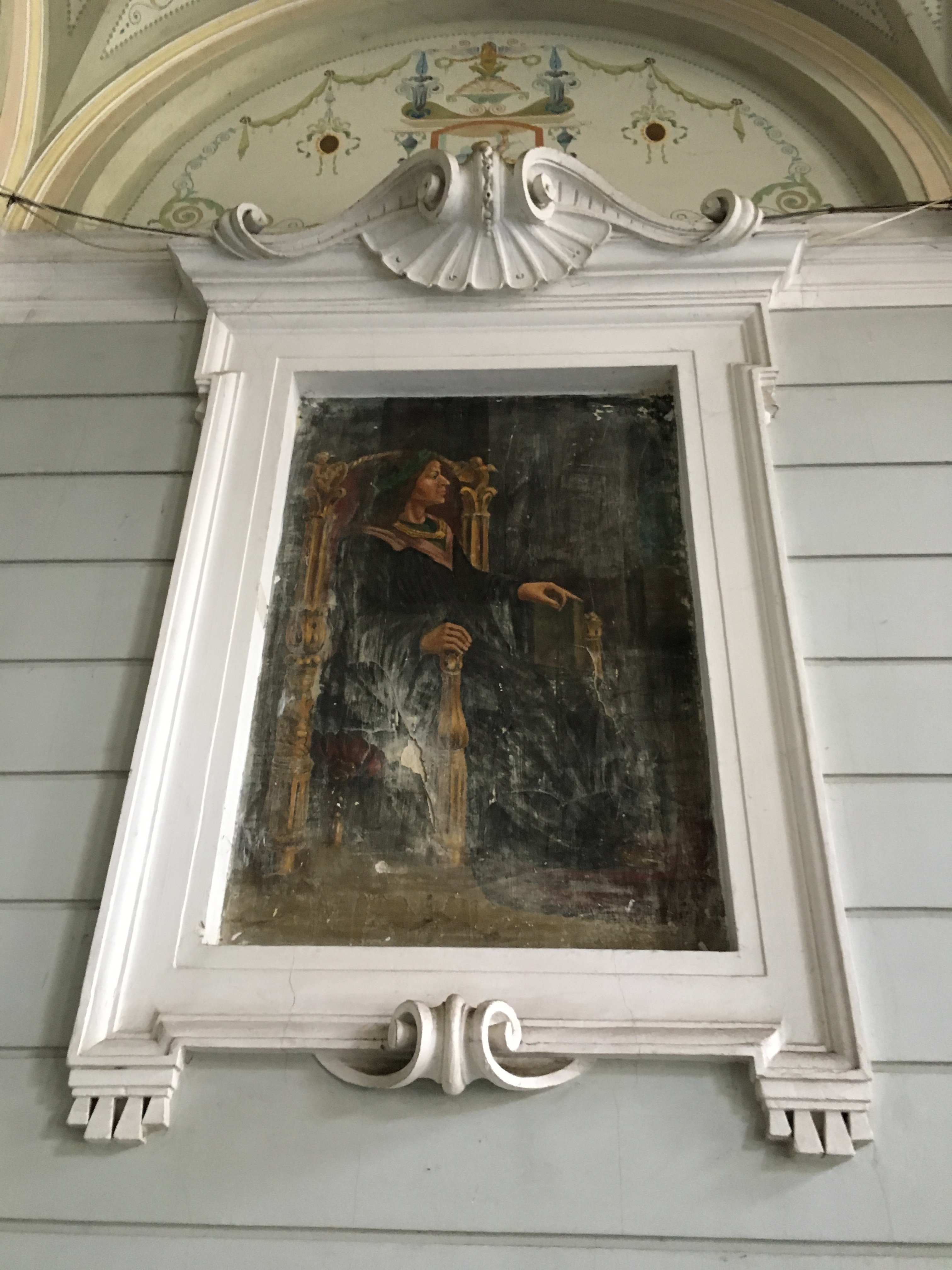
Matia Corvin (1443-1490)
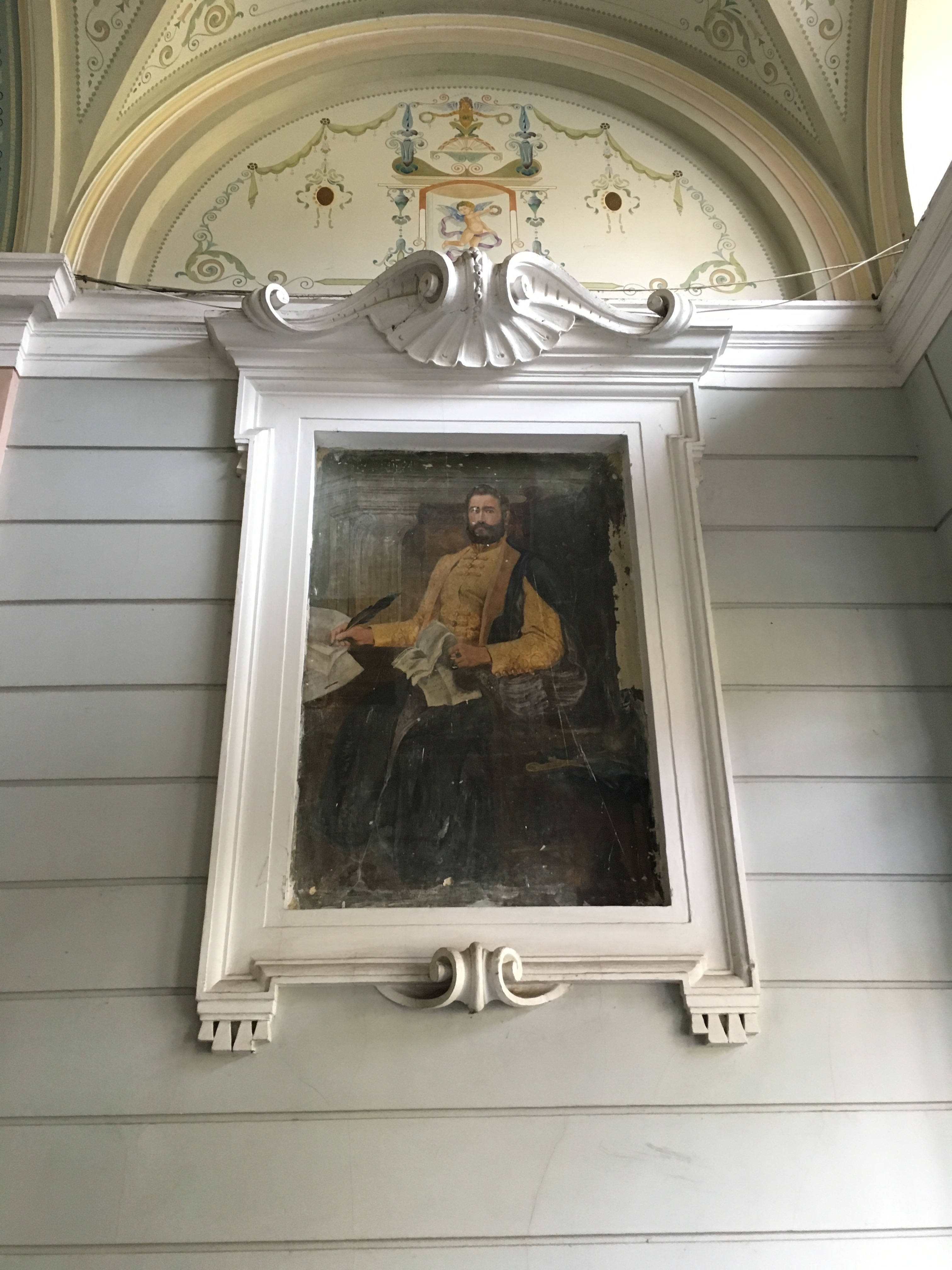
István Werbőczy (1465-1541)
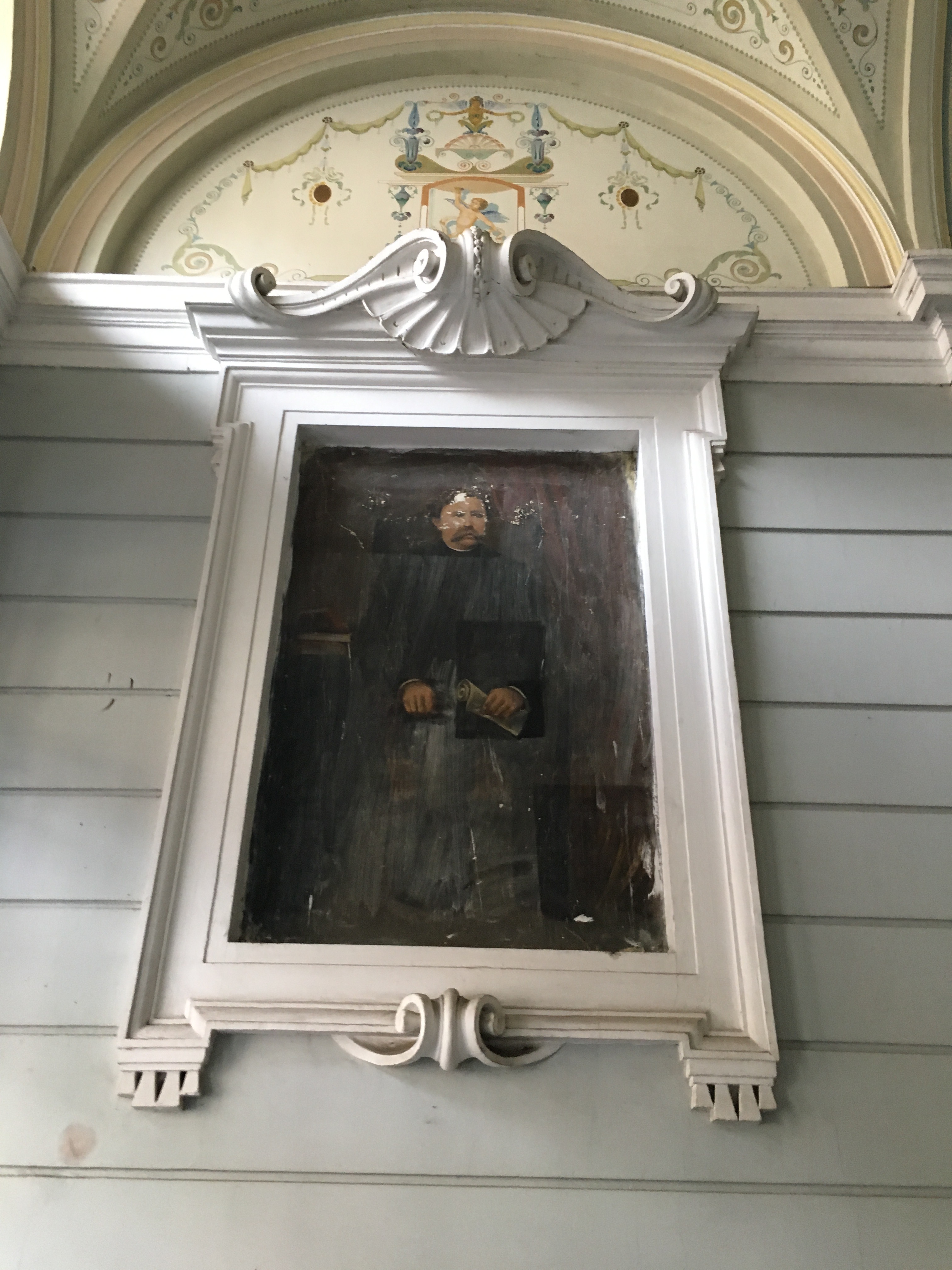
Ferenc Deák (1803-1876)